# 愛染院 (新宿区)
愛染院（あいぜんいん）は、東京都新宿区にある真言宗豊山派の寺院。

## 歴史
弘仁年間（810年 - 824年）に弘法大師空海が開山したとも、1611年（慶長16年）に正斎が開山したともいわれている。空海説を採った場合、正斎はそれを中興したのだという。元々は、現在の麻布善福寺の地にあり、その後、正斎によって麹町に置かれ、1634年（寛永11年）に現在地に移転した
墓地には、内藤新宿の開設に努めた高松喜六や『群書類従』の編者の塙保己一の墓がある。塙保己一の墓は、元々近くの「安楽寺」にあったが、1898年（明治31年）に廃寺となったため、当院に移葬された。

## 文化財
- 高松喜六の墓（新宿区指定文化財 昭和59年7月6日指定）[3]
- 塙保己一の墓（新宿区指定文化財 昭和59年11月2日指定）[3]

## 交通アクセス
- 四谷三丁目駅3番出口より徒歩7分（経路案内）。
- 四ツ谷駅より徒歩10分（経路案内）。